# Oleksandr Chvošč
Oleksandr Petrovyč Chvošč (* 1. října 1981 Kadijivka (Stachanov)) je bývalý ukrajinský zápasník – klasik.

## Sportovní kariéra
Pochází z hornické oblasti Donbasu na východě Ukrajiny. Zápasení se věnoval od 9 let v rodném Stachanovu (dnes Kadijivka) na sportovní škole SSDJuŠOR. Specializoval se na zápas řecko-římský. Vrcholově se připravoval v Záporoží pod vedením trenérů Mychejenka a Čertkova.
V ukrajinské mužské reprezentaci se prosadil v roce 2002 v nově zavedené váhové kategorii do 60 kg. V roce 2003 vybojoval devátým místem na mistrovství světa ve francouzské Paříži-Créteil pro Ukrajinu kvótu pro start na olympijských hrách v Athénách. V olympijském roce 2004 potvrdil nominaci do Athén před svým hlavním konkurentem Surenem Gevorgjanem. Pár dní před odletem do Athén ho však údajně přepadla skupinka mužů a způsobila mu četné pohmožděniny (zraněný levý kotník, pravá noha...). Z incidentu vinili jeho záporožští trenéři konkurenci. Obvinění se nepotvrdilo, ale reprezentačního trenéra Kotovoje přesvědčilo, aby namísto něho do Athén konkurenci z Kyjeva nebo Mariupolu nevzal. V základní tříčlenné skupině prohrál oba zápasy výrazně na technické body a nepostoupil do vyřazovacích bojů.
Od roku 2005 přestoupil do vyšší váhové kategorie do 66 kg, ve které se prosadil od roku 2006 před Armenem Vardanjanem. Do olympijského roku 2008 však formu neudržel a prohrál s Vardanjanem nominaci na olympijské hry 2008 v Pekingu. V dalším olympijském cyklu se již v reprezentaci neprosazoval. Sportovní kariéru ukončil v roce 2016.

### Výsledky v zápasu řecko-římském
| Turnaj             | 1999 | 2000 | 2001 | 2002 | 2003 | 2004 | 2005 | 2006 | 2007 | 2008 | 2009 | 2010 | 2011 | 2012 |
| Turnaj             | 18   | 19   | 20   | 21   | 22   | 23   | 24   | 25   | 26   | 27   | 28   | 29   | 30   | 31   |
| Turnaj             | −54  | −58  | −58  | −60  | −60  | −60  | −66  | −66  | −66  | −66  | −66  | −66  | −66  | −66  |
| ------------------ | ---- | ---- | ---- | ---- | ---- | ---- | ---- | ---- | ---- | ---- | ---- | ---- | ---- | ---- |
| Olympijské hry     |      | —    |      |      |      | úč.  |      |      |      | —    |      |      |      | —    |
| Mistrovství světa  | —    |      | —    | 4.   | úč.  |      | —    | 5.   | 7.   |      | —    | —    | —    |      |
| Mistrovství Evropy | —    | —    | —    | —    | —    | —    | —    | 3.   | 2.   | —    | —    | —    | úč.  | —    |
| MS juniorů         | —    | úč.  | 3.   |      |      |      |      |      |      |      |      |      |      |      |
| ME juniorů         | 7.   | —    |      |      |      |      |      |      |      |      |      |      |      |      |

### Olympijské hry a mistrovství světa
| Olympijské hry a mistrovství světa                | Olympijské hry a mistrovství světa                | Olympijské hry a mistrovství světa                | Olympijské hry a mistrovství světa                | Olympijské hry a mistrovství světa                | Olympijské hry a mistrovství světa                | Olympijské hry a mistrovství světa                | Olympijské hry a mistrovství světa                | Olympijské hry a mistrovství světa                | Olympijské hry a mistrovství světa                | Olympijské hry a mistrovství světa                |
| Kolo                                              | Výsledek                                          | Bilance                                           | Soupeř                                            | Výsledek                                          | KB                                                | ∑KB                                               | Styl                                              | Datum                                             | Turnaj                                            | Místo                                             |
| 2007 Mistrovství světa do 66 kg v klasickém stylu | 2007 Mistrovství světa do 66 kg v klasickém stylu | 2007 Mistrovství světa do 66 kg v klasickém stylu | 2007 Mistrovství světa do 66 kg v klasickém stylu | 2007 Mistrovství světa do 66 kg v klasickém stylu | 2007 Mistrovství světa do 66 kg v klasickém stylu | 2007 Mistrovství světa do 66 kg v klasickém stylu | 2007 Mistrovství světa do 66 kg v klasickém stylu | 2007 Mistrovství světa do 66 kg v klasickém stylu | 2007 Mistrovství světa do 66 kg v klasickém stylu | 2007 Mistrovství světa do 66 kg v klasickém stylu |
| ------------------------------------------------- | ------------------------------------------------- | ------------------------------------------------- | ------------------------------------------------- | ------------------------------------------------- | ------------------------------------------------- | ------------------------------------------------- | ------------------------------------------------- | ------------------------------------------------- | ------------------------------------------------- | ------------------------------------------------- |
| 1/64                                              | prohra                                            | 9-8                                               | Arman Adikjan (ARM)                               | 0-2 (0:3, 0:3)                                    | 0                                                 | 8                                                 | Zápas řecko-římský                                | 17. září 2007                                     | Mistrovství světa                                 | Baku, Ázerbájdžán                                 |
| opravy                                            | vítězství                                         | 9-7                                               | Sylwester Charzewski (POL)                        | 2-0 (6:0, 4:0)                                    | 3                                                 | 8                                                 | Zápas řecko-římský                                | 17. září 2007                                     | Mistrovství světa                                 | Baku, Ázerbájdžán                                 |
| opravy                                            | vítězství                                         | 8-7                                               | Cristian Nova (BOL)                               | lopatky                                           | 5                                                 | 5                                                 | Zápas řecko-římský                                | 17. září 2007                                     | Mistrovství světa                                 | Baku, Ázerbájdžán                                 |
| 2006 Mistrovství světa do 66 kg v klasickém stylu |                                                   |                                                   |                                                   |                                                   |                                                   |                                                   |                                                   |                                                   |                                                   |                                                   |
| o 3. místo                                        | prohra                                            | 7-7                                               | Sergej Kovalenko (RUS)                            | 2-0 (1:2, 1:1*)                                   | 1                                                 | 8                                                 | Zápas řecko-římský                                | 25. září 2006                                     | Mistrovství světa                                 | Kanton, Čína                                      |
| opravy                                            | vítězství                                         | 7-6                                               | Alexandr Kazakevič (LTU)                          | 2-0 (2:1, 6:0)                                    | 3                                                 | 7                                                 | Zápas řecko-římský                                | 25. září 2006                                     | Mistrovství světa                                 | Kanton, Čína                                      |
| opravy                                            | vítězství                                         | 6-6                                               | Tomáš Sobecký (CZE)                               | 2-0 (2:1, 3:1)                                    | 3                                                 | 4                                                 | Zápas řecko-římský                                | 25. září 2006                                     | Mistrovství světa                                 | Kanton, Čína                                      |
| 1/32                                              | prohra                                            | 5-6                                               | Li Jen-jen (CHN)                                  | 1-2 (0:5, 4:2, 0:4)                               | 1                                                 | 1                                                 | Zápas řecko-římský                                | 25. září 2006                                     | Mistrovství světa                                 | Kanton, Čína                                      |
| 2004 Olympijské hry do 60 kg v klasickém stylu    |                                                   |                                                   |                                                   |                                                   |                                                   |                                                   |                                                   |                                                   |                                                   |                                                   |
| 3. skupina                                        | prohra                                            | 5-5                                               | Ašraf al-Garábilí (EGY)                           | tech. body (3:12)                                 | 1                                                 | 2                                                 | Zápas řecko-římský                                | 25.–26. srpen 2004                                | Olympijské hry                                    | Athény, Řecko                                     |
| 3. skupina                                        | prohra                                            | 5-4                                               | Armen Nazarjan (BUL)                              | tech. body (1:8)                                  | 1                                                 | 1                                                 | Zápas řecko-římský                                | 25.–26. srpen 2004                                | Olympijské hry                                    | Athény, Řecko                                     |
| 2003 Mistrovství světa do 60 kg v klasickém stylu |                                                   |                                                   |                                                   |                                                   |                                                   |                                                   |                                                   |                                                   |                                                   |                                                   |
| 1/16                                              | prohra                                            | 5-3                                               | Włodzimierz Zawadzki (POL)                        | tech. body (11:14)                                | 1                                                 | 7                                                 | Zápas řecko-římský                                | 3.-5. říjen 2003                                  | Mistrovství světa                                 | Créteil, Francie                                  |
| 6. skupina                                        | vítězství                                         | 5-2                                               | Ravinder Singh (IND)                              | tech. body (3:0)                                  | 3                                                 | 6                                                 | Zápas řecko-římský                                | 3.-5. říjen 2003                                  | Mistrovství světa                                 | Créteil, Francie                                  |
| 6. skupina                                        | vítězství                                         | 4-2                                               | Jan Hocko (CZE)                                   | tech. body (3:0)                                  | 3                                                 | 3                                                 | Zápas řecko-římský                                | 3.-5. říjen 2003                                  | Mistrovství světa                                 | Créteil, Francie                                  |
| 2002 Mistrovství světa do 60 kg v klasickém stylu |                                                   |                                                   |                                                   |                                                   |                                                   |                                                   |                                                   |                                                   |                                                   |                                                   |
| o 3. místo                                        | prohra                                            | 3-2                                               | Roberto Monzón (CUB)                              | tech. body (0:3)                                  | 0                                                 | 10                                                | Zápas řecko-římský                                | 21.-22. září 2002                                 | Mistrovství světa                                 | Moskva, Rusko                                     |
| semifinále                                        | prohra                                            | 3-1                                               | Armen Nazarjan (BUL)                              | tech. body (3:5)                                  | 1                                                 | 10                                                | Zápas řecko-římský                                | 21.-22. září 2002                                 | Mistrovství světa                                 | Moskva, Rusko                                     |
| čtvrtfinále                                       | vítězství                                         | 3-0                                               | Ion Gaimer (MDA)                                  | tech. body (6:1)                                  | 3                                                 | 9                                                 | Zápas řecko-římský                                | 21.-22. září 2002                                 | Mistrovství světa                                 | Moskva, Rusko                                     |
| 10. skupina                                       | vítězství                                         | 2-0                                               | Jarkko Ala-Huikku (FIN)                           | tech. body (6:4)                                  | 3                                                 | 6                                                 | Zápas řecko-římský                                | 21.-22. září 2002                                 | Mistrovství světa                                 | Moskva, Rusko                                     |
| 10. skupina                                       | vítězství                                         | 1-0                                               | Ermek Džumabekov (KAZ)                            | tech. body (5:0)                                  | 3                                                 | 3                                                 | Zápas řecko-římský                                | 21.-22. září 2002                                 | Mistrovství světa                                 | Moskva, Rusko                                     |